# Мартюшевское сельское поселение
Мартюшевское се́льское поселе́ние — муниципальное образование в Тарском районе Омской области Российской Федерации.
Административный центр — село Мартюшево.

## История
Статус и границы сельского поселения установлены Законом Омской области от 30 июля 2004 года № 548-ОЗ «О границах и статусе муниципальных образований Омской области»

## Население
| 2010  | 2011  | 2012  | 2013  | 2014  | 2015  | 2016  |
| ----- | ----- | ----- | ----- | ----- | ----- | ----- |
| 1131  | ↘1127 | ↘1109 | ↘1089 | ↗1107 | ↗1122 | ↘1116 |
| 2017  | 2018  | 2019  | 2020  | 2021  | 2023  |       |
| ↘1099 | ↘1070 | ↘1049 | ↘1047 | ↘955  | ↘929  |       |

## Состав сельского поселения
| № | Населённый пункт | Тип населённого пункта       | Население |
| - | ---------------- | ---------------------------- | --------- |
| 1 | Баженово         | село                         | ↘286      |
| 2 | Бобровка         | деревня                      | ↘155      |
| 3 | Мартюшево        | село, административный центр | ↘690      |